# Hauskirchenbewegung
Die Hauskirchenbewegung gehört mehrheitlich zu der evangelikalen Tradition einer Gemeinschaft von Christen in Alltagsnähe, die sich vor allem in privaten Häusern und weniger in institutionellen Kirchengebäuden trifft. In Berufung auf die Tradition des Urchristentums haben sich mehrmals eigenständige Kirchenlehren aus der Tradition der Hauskirche entwickelt.

## Vorgeschichte
Hauskirchenbewegungen haben ihr Vorbild in der Kirche des ersten Jahrhunderts, wie sie im Neuen Testament und in frühkirchlichen Schriften beschrieben wird. Kirchenväter wie Cyprian erklären deren rasche Ausbreitung als eine Genealogie von Gemeinden. Das Gemeindeleben spielte sich im privaten Umfeld und in den Häusern, bzw. Wohnungen der Christen ab, Kirchengebäude und Gemeindeorganisationen gab es damals noch nicht. Mit der Entwicklung der ersten christlichen Gemeinden zur institutionellen Kirche im Römischen Reich veränderte sich das grundlegend. Nach dem  Toleranzedikt von Mailand (312 n. Chr.) endete die Christenverfolgung im Römischen Reich, und die Christen konnten, ohne Repressalien zu fürchten, ungehindert eigene Kirchen bauen.

## Historische Beispiele
Trotzdem gab es in der Kirchengeschichte bis heute immer wieder solche Hauskirchenbewegungen. Auch die Nestorianer, die im vierten Jahrhundert aus einer Kirchenspaltung hervorgingen, breiteten sich bis ins 13. Jahrhundert, zunächst als Hauskirchenbewegung, bis nach China und Südindien aus. 
Vom 12. bis zum 14. Jahrhundert waren es die Waldenser, die sich in Westeuropa als Hauskirchenbewegung entwickelten. Über sie gibt es Berichte, die davon zeugen, wie sie als Gemeinde konsequent ohne Priester und ohne Liturgie in den Häusern der Familien ihr Glaubensleben praktizierten. Im 15. und 16. Jahrhundert war es die Täuferbewegung, die an der Einfachheit und Ursprünglichkeit christlicher Gemeinschaft in den Häusern festhielt. Deshalb wurden sie nicht nur von der Katholischen Kirche, sondern sogar von den Kirchen der Reformation anfänglich bis aufs Blut verfolgt. Die von den Mennoniten abgespaltenen Amischen kennen bis heute weder Gemeindehaus noch Kirche.
Im Pietismus und im Methodismus kam es zu einer systematischen Bildung von verbindlichen Hauskreisen, die sich zur Vertiefung des Glaubenslebens in Privathäusern trafen, in Ergänzung zum Gottesdienst und den Sakramenten, jedoch nicht als Ersatz derselben. Der Pietismus verstand sich bewusst als Laienbewegung.

## Aktuelle Hauskirchenbewegungen
In den Siebzigerjahren des 20. Jahrhunderts entstanden am Rande der Charismatischen Bewegung in England viele neue Hausgemeinden, die aber nach einigen Jahren wieder in konfessionellen Gemeindestrukturen aufgingen. In Europa gibt es insgesamt eher wenige Hausgemeinden bzw. Hauskirchennetzwerke, andere formelle Kirchen und Denominationen sind überall vorherrschend. Von einer europäischen oder deutschen Hauskirchenbewegung kann man zum gegenwärtigen Zeitpunkt nur im Ansatz reden. Zurzeit weiß man von Hauskirchenbewegungen in China, in Indien, in Kambodscha, Vietnam, Bangladesh, Kuba und Brasilien. Die größte und älteste von ihnen ist sicherlich die Hauskirchenbewegung in China, zu der schätzungsweise 50 bis 80 Millionen Christen gehören. Auch die Hausgemeinden in Kuba sind zahlreich und befinden sich schon in der zweiten großen Ausbreitungswelle. Diese Bewegungen haben gemeinsam, dass sie mit unterschiedlicher Intensität verfolgt werden. Das hat paradoxerweise mit zu ihrer starken Ausbreitung beigetragen.